# Aeroport Internacional de São Paulo-Guarulhos
L'Aeroport Internacional de São Paulo-Guarulhos - Governador André Franco Montora o Aeroport Internacional de Cumbica (codi IATA: GRU; codi OACI: SBGR) (en portuguès: Aeroporto Internacional de São Paulo-Guarulhos) és el principal aeroport del Brasil i de tot Sud Amèrica. És també, un important centre de connexions per a TAM Airlines i Gol Transportes Aéreos. L'aeroport es troba localitzat a la població de Guarulhos, a 22 km al nord-est del centre de la ciutat de São Paulo. 
 El 28 de novembre de 2001, el govern federal del Brasil va canviar el nom de l'aeroport en honor de l'ex-governador de l'estat de São Paulo, André Franco Montoro que va morir l'any 1999. El nom oficial és poc utilitzat i normalment la gent es refereix a ell com Aeroport de Guarulhos o simplement Cumbica, un dels barris que formen la ciutat de São Paulo que és on es localitza l'aeroport.
La Línia 13-Jade de la Xarxa de Transport Ferroviari Metropolità de São Paulo es connecta amb l'aeroport a través de l'estació Aeroporto-Guarulhos. Una única tarifa permet l'accés a totes les línies del sistema de la Metro de São Paulo. Aquesta línia va iniciar les seves operacions el 31 de març de 2018. Això fa que l'Aeroport Internacional de São Paulo/Guarulhos (GRU) sigui el primer entre els principals hubs aeroportuaris sud-americans (com l'Aeroport Ministro Pistarini (Buenos Aires-Ezeiza), l'Aeroport Arturo Merino Benítez (Santiago de Xile), l'Aeroport Jorge Chávez (Lima), l'Aeroport El Dorado de Bogotà i l'Aeroport Internacional de Rio de Janeiro-Galeão) a disposar d'una connexió ferroviària directa.

## Aerolínies i destinacions
| Companyia                               | Destinacions | Terminal |
| --------------------------------------- | --- | -------- |
| Aerolíneas Argentinas                   | Buenos Aires-Aeroparque, Buenos Aires-Ezeiza | 2        |
| Aeroméxico                              | Ciutat de Mèxic | 2        |
| Aerosur                                 | Santa Cruz de la Sierra-Viru Viru |          |
| Air Canada                              | Toronto-Pearson | 3        |
| Air China                               | Beijing-Capital, Madrid-Barajas | 3        |
| Air France                              | París-Charles de Gaulle | 3        |
| Alitalia                                | Roma-Fiumicino | 3        |
| American Airlines                       | Dallas/Fort Worth, Miami, Nova York-JFK | 3        |
| Avianca                                 | Bogotà | 2        |
| Avianca Brazil                          | Belo Horizonte-Confins, Bogotà, Brasília, Campo Grande, Florianópolis, Passo Fundo, Petrolina, Porto Alegre, Rio de Janeiro-Galeão, Rio de Janeiro-Santos Dumont, Salvador da Bahia | 2        |
| Boliviana de Aviación                   | Cochabamba | 2        |
| British Airways                         | Londres-Heathrow | 3        |
| Continental Airlines                    | Houston-Intercontinental, Newark |          |
| Copa Airlines                           | Panamà | 3        |
| Delta Air Lines                         | Atlanta, Detroit, Nova York-JFK | 3        |
| El Al                                   | Tel-Aviv |          |
| Emirates                                | Dubai | 3        |
| Gol Transportes Aéreos                  | Asunción, Belém-Val de Cães, Belo Horizonte-Confins, Brasília, Buenos Aires-Ezeiza, Campo Grande, Cuiabá, Curitiba-Afonso Pena, Florianópolis, Fortaleza, Foz de Iguaçu, Goiânia, João Pessoa, Maceió, Manaus, Montevideo, Natal, Porto Alegre, Porto Seguro, Recife, Rio de Janeiro-Galeão, Salvador da Bahia, Santa Cruz de la Sierra-Viru Viru, Santiago de Xile, Vitória | 2        |
| Gol Transportes Aéreos operat per Varig | Aruba, Barbados, Bogotà, Caracas, Punta Cana, St. Marteen, Rio de Janeiro-Galeão | 2        |
| Iberia                                  | Madrid-Barajas | 3        |
| KLM                                     | Amsterdam | 3        |
| LAN Airlines                            | Santiago de Xile |          |
| LAN Argentina                           | Buenos Aires-Aeroparque |          |
| LAN Perú                                | Lima |          |
| Lufthansa                               | Frankfurt, Múnic | 3        |
| Pantanal Linhas Aéreas                  | Araçatuba, Bauru-Arealva, Brasília, Juiz de Fora, Marília, Maringá, Presidente Prudente, Ribeirão Preto, São José do Rio Preto, Uberaba | 1B       |
| Passaredo Linhas Aéreas                 | Bauru-Arealva, Cuiabá, Marília, Goiânia, Palmas, Presidente Prudente, Ribeirão Preto, São José do Rio Preto, Uberlândia | 1A       |
| PLUNA                                   | Montevideo | 2C       |
| Puma Air                                | Belém-Val de Cães, Macapá | 1A       |
| Qatar Airways                           | Buenos Aires-Ezeiza, Doha | 3        |
| South African Airways                   | Johannesburg | 3        |
| Swiss International Air Lines           | Zurich | 3        |
| TAAG Angola Airlines                    | Luanda | 2        |
| TACA Perú                               | Lima |          |
| TAM Airlines                            | Aracaju, Belém-Val de Cães, Barcelona, Belo Horizonte-Confins, Boa Vista, Brasília, Bogotà [comença el 19 de desembre], Buenos Aires-Ezeiza, Campo Grande, Caracas, Curitiba-Afonso Pena, Florianópolis, Fortaleza, Foz de Iguaçu, Frankfurt, Goiânia, João Pessoa, Lima, Londres-Heathrow, Maceió, Madrid, Manaus, Miami, Milan-Malpensa, Montevideo, Natal, Nova York-JFK, Orlando, París-Charles de Gaulle, Porto Alegre, Porto Seguro, Recife, Rio de Janeiro-Galeão, Salvador da Bahia, Santiago de Xile, Vitória |          |
| TAM Airlines Paraguay                   | Asunción, Ciudad del Este |          |
| TAP Portugal                            | Lisboa, Porto | 3        |
| TRIP Linhas Aéreas                      | Araçatuba, Cascavel, Criciúma, Cuiabá, Governador Valadares, Ipatinga, Joinville, Juiz de Fora, Maringá, Navegantes, São José do Rio Preto |          |
| Turkish Airlines                        | Istanbul-Atatürk | 3        |
| United Airlines                         | Chicago-O'Hare, Washington-Dulles | 3        |
| WebJet Linhas Aéreas                    | Belo Horizonte-Confins, Brasília, Curitiba-Afonso Pena, Fortaleza, Porto Alegre, Rio de Janeiro-Santos Dumont, Salvador da Bahia |          |